# 上村和也
上村 和也（かみむら かずや、1937年（昭和12年）-）は、日本の比較文学者・英文学者。外国人による日本文化論を研究・翻訳。鹿児島大学名誉教授、湘潭大学名誉教授、佐賀大学元教授。

## 来歴
鹿児島県出身（生まれは満洲国の奉天）。言語学者上村孝二鹿児島大学名誉教授の長男。父・孝二の鹿児島県師範学校赴任にともない4歳で鹿児島市へ移る。鹿児島県立甲南高等学校、九州大学卒業。1961年（昭和36年）九州大学大学院文学研究科修士課程修了。鹿児島県立短期大学助教授を経て、鹿児島大学教授となり1996年（平成8年）度まで比較文学と英文学を教えた。鹿児島大学退官後は佐賀大学文化教育学部教授も務めた。
訳書にパーシヴァル・ローエル『神々への道』（平岡厚と共訳）、サー・フィリップ・シドニー『アストロフェルとステラ　付　サーティン・ソネッツ』（大塚定徳ほか共訳）があるほか、クルト・ジンガーの翻訳も学術誌で発表。ドイツ学者の上村直己熊本大学名誉教授は弟。